# Listă de cascadori români
Aceasta este o listă de cascadori români: 

Înainte de 1989
- Szabolcs Cseh
- Vasile Popa (cascador) [1]
- Tudor Stavru
- Adrian Ștefănescu
- Nicolae Dide
- Paul Fister
- Nicolae Iordache
- Mircea Pascu
- Dumitru Crăciun
- Viorel Plavitu
- Gheorghe Mazilu
- Constantin Păun
- Dumitru Ghiuzelea
- Alexandru Manea
- Aurel Popescu
- Ioan Lucaci
- Marian Chirvase
- Aurle Grușevschi
- Ioan Albu
- Miron Murea
- Mihai Ungureanu
- Vasile Albineț

După 1989
- Cristian Prisecaru
- Cosmin Pădureanu [2][3][4]